# Kalachakra
Kalachakra is een term binnen het Vajrayana Boeddhisme en Hindoeïsme dat "wiel van de tijd" of "tijdcycli" betekent . Het refereert zowel aan de tantrische meditatieboeddha (Tib. yidam) als aan de filosofieën en meditaties in de Kalachakra Tantra en bijbehorende commentaren. De Kalachakra Tantra wordt officieel Kalachakra Laghutantra genoemd en is een verkorte versie van de originele tekst, de Kalachakra Mulatantra, die niet meer bestaat.

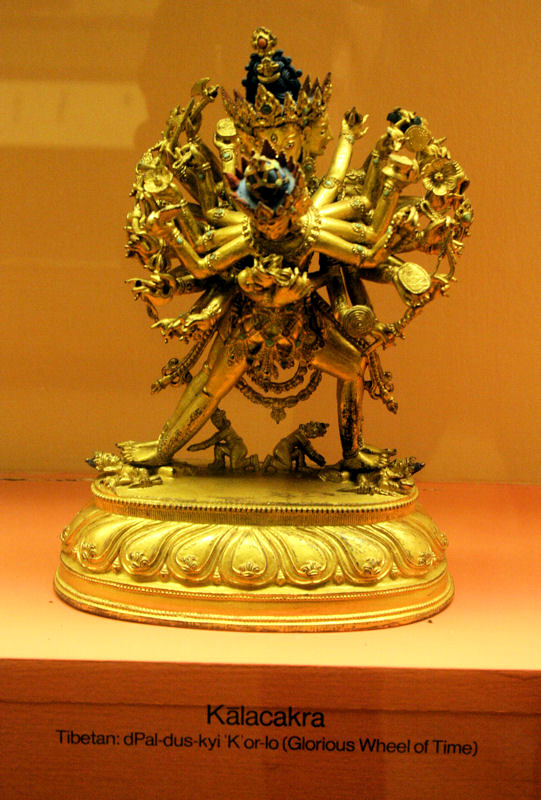
Kalachakra, Museum of Natural History, New York

Binnen de Kalachakra-traditie wordt het concept van tijd en cycli behandeld, van de cycli van de planeten tot cycli van de menselijke energie, en wordt onderwezen hoe iemand de meest subtiele energieën in zijn lichaam kan beheersen op het pad naar verlichting. Kalachakra is een Boeddha en daarom alwetend, aangezien de Boeddha tijd is en tijd alles beïnvloedt, weet de Boeddha alles. Tevens is het wiel zonder begin en einde en wordt elke cyclus door een nieuwe gevolgd.

## Geschiedenis
Volgens de Kalachakra-legende vroeg Koning Suchandra (Dawa Sangpo) van het mythische rijk Shambhala aan de Boeddha een instructie die hem in staat zou stellen de dharma te beoefenen zonder de wereldlijke geneugten en verantwoordelijkheden op te geven. Boeddha beantwoordde dit door de eerste Kalachakra-tantra-inwijding te geven in Dhanyakataka (tegenwoordig Amaravati) in zuidoost India. Koning Suchandra samen met 96 onderkoningen en afgezanten ontvingen het onderricht en vervolgens werd het in Shambhala onderricht. De latere koning Manjushrikirti heeft de leer samengevat tot de "Kalachakra Laghutantra" en koning Pundarika schreef het commentaar de "Vimalaprabha" (vlekkeloos licht). Deze beide teksten vormen tegenwoordig de basis van de kennis over Kalachakra.
De twee belangrijkste tradities van Kalachakra zijn de Ra linie (Tib. Rva-lugs) en de Dro linie (Tib. Bro-lugs). Er zijn meer vertalingen bekend, maar deze twee worden beschouwd als de meest correcte versies en verschillen voornamelijk in details. In beide tradities werd de Kalachakra in 966 naar India gebracht door Chilupa of Kalachakrapada de Grote (waarschijnlijk dezelfde persoon). Chilupa/Kalachakrapada had de leer in Shambala ontvangen waar hij Kulika koning Durjaya ontmoette, die hem onderwees vanwege zijn pure motivatie.Toen hij in India terugkeerde werd er gezegd dat hij in een debat Naropa, de abt van Nalanda universiteit, versloeg. Naropa werd vervolgens door Chilupa/Kalachakrapada geïnitieerd in de leer, en het was Naropa die de leer aan meesters als Atisha overdroeg. Atisha op zijn beurt droeg de leer over aan Pindo Acharya (Tib. Pitopa), die later bekend werd als Kalachakrameester.
De Dro linie werd in Tibet gesticht door Pandita Somantha, die geboren werd in Kasjmir en na een opleiding in Nalanda in 1027 of 1064 naar Tibet afreisde, en zijn vertaler Droton Sherab Drak Lotsawa. De Ra linie werd naar Tibet gebracht door Samantashri, ook afkomstig uit Kasjmir en leerling van Naropa, en vertaald door Ra Choerab Lotsawa. De Ra linie werd binnen de sakyaschool van het Tibetaans boeddhisme opgenomen als onderdeel van hun leer.
De Kalachakra-traditie, evenals de gehele Vajrayana, verdween uit India na de mosliminvasies en bleef alleen bestaan in landen als Tibet, Bhutan, Mongolië, Nepal, noord India (Ladakh) en in Nepal bij de Vajracharyas. Vandaag de dag wordt het door alle Tibetaanse scholen onderwezen, maar vooral bekend binnen de geluglinie, waar de veertiende dalai lama initiaties voor gevorderde boeddhisten geeft. Een initiatie is een toestemming om een bepaalde tantrische beoefening te doen, en gaat gepaard met het nemen van allerlei geloftes en verplichtingen. De Kalachakra-initiatie is, in tegenstelling tot de meeste gevorderde initiaties ,vrijelijk toegankelijk en kan worden bijgewoond als zegen. De volledige transmissie komt echter tot haar recht bij diegenen voor wie leegte een ervaring en geen concept meer is.
Voor de kleine en relatief onbekende jonang-traditie in het Tibetaans boeddhisme staat de beoefening van Kalachakra centraal, waardoor deze traditie zeer belangrijk is voor het behoud van de Kalachakrabeoefeningen.

## Filmografie
Wheel of Time is een film van Werner Herzog uit 2003 met de Kalachakra als thema.